# Голохвастовы
Голохвастовы — древний русский дворянский род, владевший подмосковной усадьбой Покровское-Рубцово.

## Происхождение и история рода
По родословной, предки их выехали из Литвы в Москву во второй половине XIV веке, к великому князю Дмитрию Ивановичу Донскому (1362-1389).                                                                                                                                    Род этот разделился на 4 ветви:
1. Потомки Якова Семёновича Голохвастова, сыновья которого: Борис Яковлевич[1] провожали в Литву великую княгиню Елену Иоанновну (1495), послан в Польшу (1509) и Турцию (1515 и 1519), встречал польского посла (1521), а Александр Яковлевич[2] (в иноках Арсений) провожал в Литву великую княгиню Елену Иоанновну (1495), посол в Кафу (1499) и Царьград (1502). Василий Богданович († 1693) был думным дворянином и начальником царской соколиной охоты (1674). Праправнуки его, Иван и Андрей Ивановичи, были сенаторами. Дмитрий Павлович был попечителем Московского учебного округа. Эта ветвь внесена в VI часть родословных книг Московской[3] и Ярославской губерний (Гербовник II, 63).
2. Родоначальник Елизар Васильевич Голохвастов, владевший поместьями (1613). Потомки внесены в VI часть родословной книги Костромской губернии. Василий Елизарьевич воевода в Керенске (1646), воевода в Енисейске (1664-1666).
3. Потомки торопецкого городового дворянина Ивана Исаевича Голохвастова (1629), внесены в VI часть родословной книги Новгородской и С.-Петербургской губерний (Гербовник XII, 71). Алексей Лукьянович Голохвастов драгун Вятского драгунского полка убит под Полтавою (1709). Яков Алексеевич Вятский вице-губернатор (1797), С-Петербургский вице-губернатор (1806-1810).
4. Потомки Демида Голохвастова, жившего в первой половине XVII в. Демид Голохвастов, в одном из актов назван братом Богдана-Якова Алексеевича (1-я ветвь № 13, вероятно двоюродный брат). Сыновья его Иов и Иван Демидовичи были окольничими при Петре Великом (1690), а внук, стольник Иван Иевлевич, убит (1700) под Нарвой. Эта ветвь угасла во 2-й половине XVIII века[4].

В XVI столетии Голохвастовы владели поместьями: Рузском, Козельском, Московском, Звенигородском, Тульском, Ряжском, Дмитровском, Орловском и Бежецком уездах.
В XVII столетии Голохвастовы владели поместьями и вотчинами:  Нижегородском, Торопецком, Пошехонском, Ярославском, Московском, Рузском, Романовском, Каширском и Переслав-Залесском уездах.

## Описание гербов

#### Герб Голохвастовых, 1785 г.
В Гербовнике Анисима Титовича Князева 1785 года имеется изображение герба на печати: капитана лейб-гвардии Преображенского полка Петра Ивановича(† 1789) и его брата ярославского вице-губернатора (1780), генерал-майора и ярославского губернатора (1786), тайного советника, сенатора (1793) Ивана Ивановича († 1798) Голохвастовых: в щите имеющим серебряное поле, изображены золотой лев с мечом в правой лапе, попирающий (наступивший) на серо-лилового дракона, лежащим животом вверх. Щит увенчан дворянским коронованным шлемом. Нашлемник: три страусовых пера и выходящие из боков шлема орлиные крылья. Цветовая гамма намёта не определена.
В первой половине XVI века Михаил Иванович Голохвастов пользовался перстнем с резным изображением химеры, имевшей птичье туловище с крыльями и человеческую голову. На перстне были вырезаны буквы «ПМИГ» — (перстень Михаила Ивановича Голохвастова).

#### Герб. Часть II. № 63.
Щит разделён по горизонтали на две части. В верхней на голубом фоне изображён золотой лев с мечом, стоящий на серебряном змее, находящемся в нижней части щита на красном фоне. Щит увенчан обыкновенным дворянским шлемом под короной и тремя страусовыми перьями. Намёт на щите голубого и красного цвета с золотым и серебряным подбоем.

#### Герб. Часть XII. № 71.
Герб потомства Фёдора и Ивана Исаевых Голохвастовых: в голубом щите стоящий золотой лев с красными глазами и языком, держит в правой лапе золотой выгнутый меч. Щит увенчан дворянским коронованным шлемом. Нашлемник — три страусовых пера, из коих среднее — золотое, а крайние — голубые. Намёт: голубой с золотом.

## Известные представители
- Голохвастов Фёдор — сын боярский, упомянут на свадьбе великой княжны Феодосии Иоанновны с князем В. Д. Холмским (1500).
- Голохвастов Игнатий Борисович — пожалован в кормление г. Шуею (1548), на службе в Козельске (1549), пожалован поместьем в Козельском и Московском уездах (02 октября 1550), пожалован в кормление Троицкая-треть в Заозерье (1553).
- Голохвастов Роман (Рохман) Борисович — сын боярский по Ярославцу, пожалован поместьем в Московском уезде (02 октября 1550), голова в походе (1559), 1-й голова в передовом полку в Лифляндском походе (1563), пожалован в кормление: Пунема, Шубач и Вещь-Озеро (1550).
- Голохвастовы: Елка Девятого, Иван и Дмитрий Мамоновичи — вяземские дети боярские пожалованы поместьями в Московском уезде (02 октября 1550).
- Голохвастов Григорий Фёдорович — наместник Московской трети (1553).
- Голохвастов Никита Казаринович — посланник в Крым (1563), коломенский сын боярский пожалован поместьем в Московском уезде (1550), воевода в Михайлове (1563—1564), казнен в опричнину (1570).
- Голохвастов Иван — пристав на Белоозере при ссыльном князе Михаиле Ивановиче Воротынским (1564—1566).
- Голохвастов Фёдор Никитич — казнён в опричнину (1570).
- Голохвастовы: Иван и Улан Ивановичи — дворяне и есаулы государева полка в Лифляндском походе (1577).
- Голохвастов Алексей Иванович — жилец, голова у ночных сторожей в Лифляндском походе (1577), письменный голова в Смоленске (1597—1598), голова в Сургуте (1599—1600), осадный воевода при защите Троице-Сергиевой лавры от поляков (1608—1610).
- Голохвастов Дмитрий — послан в Большие Ногаи с царским жалованием к князю Елмамат-Мурзе (1615), объезжий голова в Казани (1624).
- Голохвастов Богдан-Яков Алексеевич — стряпчий с платьем (1616), нёс каравай на 1-й и 2-й свадьбах царя Михаила Фёдоровича (14.09.1624 и 05.02.1626), был при приёме персидского посольства (1625).
- Голохвастов Григорий Богданович (Яковлевич) — голова в Белом при осаде его поляками (1617).
- Голохвастов Василий Григорьевич — пробыл 25 лет в литовском плену, стольник (1634), московский дворянин (1636—1658), воевода в Романове на Волге (1644—1647), ездил за царицею (1652), убит по Конотопом (1659). Дочь Евдокия замужем за боярином Михаилом Григорьевичем Ромодановским.
- Голохвастов Лука Яковлевич — воевода в Изборске (1651).
- Голохвастов Мартын Васильевич — стряпчий (1658—1676), ездил за царём (1660—1663), московский дворянин (1681—1692).
- Голохвастов Пётр Михайлович — стряпчий (1658—1676), стольник (1677).
- Голохвастов Кузьма Михайлович — стольник (1652—1686), служил у государева стола (1660), ездил за царём (1650—1679), нёс тело царя Алексея Михайловича из дворца в Михайловский собор (30 января 1676).
- Голохвастов Василий Богданович — осиротев, был воспитан вместе с царём Алексеем Михайловичем, стольник (1658—1668), ближний комнатный стольник (1648—1675), царицын дружка на 1-й свадьбе царя Алексея Михайловича (16.01.1648), есаул в государевом полку в Литовском походе (1654—1655), служил у стола государева и ездил за ним (1660—1674), 2-й судья Владимирского судного приказа (1659—1660), был при межевании с Швецией во Пскове (1662), 2-й посол в Англию (с 28 августа 1661), пожалован вотчиной в Нижегородском уезде (1665), воевода в Нижнем-Новгороде (1670—1671), начальник царской соколиной охотой (1674), думный дворянин (1675). Жена Анна Минична 2-я сваха с царицыной стороны на 1-й свадьбе царя Алексея Михайловича (1648), дневала и ночевала у гроба царевны Анны Алексеевны (18.05.1659).
- Голохвастов Дмитрий Юрьевич — московский дворянин (1658—1677).
- Голохвастов Василий Елизарович — воевода в Енисейске (1663—1666).
- Голохвастов Василий Яковлевич — воевода в Нижнем Новгороде (1670—1672), думный дворянин (1676).
- Голохвастов Иван Иевлевич — стольник (1671), стольник царицы Натальи Кирилловны (1676), стольник (1677—1692), ездил за государём (1687), есаул в Крымском походе (1687), убит под Нарвою (1700).
- Голохвастов Иван Демидович меньшой — стольник, служил у стола государева (1658), ближний комнатный стольник (1650—1690), ездил за царём (1674—1679), ездил за государём за постельничего (1674—1675), начальник походных стольников и стряпчих (1674), думный дворянин (1676—1686), воевода в Вологде (1677), стольник (1686), окольничий (1690-16922). Жена Евдокия Алексеевна Голохвастова, сваха с кикою на 2-й свадьбе царя Алексея Михайловича (22.01.1671).
- Голохвастов Иев (Иов) Демидович — был в свадебном поезде на 1-й свадьбе царя Алексея Михайловича (16.01.1648), комнатный стольник (1648—1676), ездил за государём (1649—1652), есаул государева полка в Литовским походе (1654—1655), служил у государева стола (1657—1674), 2-й царицын дружка на 2-й свадьбе царя Алексея Михайловича (22.01.1671), пожалован в думные дворяне (1676), ездил за государём (1676—1689), воевода в Вологде (1683—1684), оставался на Москве в отсутствие царя (23 июня 1688 и 13 мая 1689), назначен для ревизии Стрелецкого приказа (1689), пожалован в окольничий (1690). Жена: Матрёна Алексеевна Голохвастова. дневала и ночевала у гроба царевны Анны Алексеевны (19 мая 1659), Царицына сваха на 2-й свадьбе царя Алексея Михайловича (22 января 1671)[5].
- Голохвастов Алексей Васильевич — стольник (1686).
- Голохвастов Михаил Иванович — стольник (1686), гоф-юнкер царевны Прасковьи Ивановны, после её смерти сослан в Никольский Карельский монастырь, после флота гардемарин (1734).
- Голохвастов Матвей Прокофьевич — московский дворянин (1692)[9][4][10].
- Голохвастов Андрей Иванович — в службе (с 1757), бригадир, обер-прокурор Сената (1786), С-Петербургский вице-губернатор (1783—1785), действительный статский советник (1784), тайный советник и сенатор (1793)[11].
- Голохвастов, Владимир Петрович (1833—1905) — генерал от инфантерии, участник русско-турецкой войны (1877—1878).
- Голохвастов, Георгий Владимирович (1882—1963) — русский поэт-эмигрант.
- Голохвастов, Дмитрий Павлович (1796—1849) — литератор, журналист.
- Голохвастов, Иван Иванович (1729—1798) — ярославский наместник.
- Голохвастова, Ольга Андреевна († 1894) — писательница, автор нескольких пьес, жена П. Д. Голохвастова[12].
- Голохвастов, Павел Дмитриевич (1839—1892) — писатель-славянофил.
- Голохвастов, Пётр Владимирович (1803—1887) — тайный советник; директор Демидовского лицея и Гатчинского Николаевского сиротского института; цензор.
- Голохвастова Екатерина Петровна — фрейлина великой княгини Екатерины Михайловны.